# 遠山の金さん (1967年のテレビドラマ)
『遠山の金さん』（とおやまのきんさん）は、1967年（昭和42年）6月8日から10月5日に日本テレビ系列で毎週木曜20時から20時56分に放映された市川新之助（12代目・市川團十郎）主演の連続テレビ時代劇。全11回。『遠山の金さん』こと遠山金四郎が江戸町奉行になる前の青年時代を描いた作品。

## 概要
原作は山手樹一郎。旗本の妾腹の次男として育った遠山金四郎（市川新之助）が、腹違いの兄で病弱な金之丞（山波宏）に家督を継がせるため、武士の地位を捨てて家出、江戸の下町へ身を投じて町人となる。
放送期間中、プロ野球中継による休止が8回あり、第10話「鼡小僧出現」は未放映。

## キャスト
- 遠山金四郎 - 市川新之助
- 遠山金之丞 - 山波宏
- 御影京子
- 市川翠扇
- 中山昭二

## スタッフ
- 原作：山手樹一郎
- 脚本：渡辺邦男
- 監督：渡辺邦男
- 制作：日本テレビ

## 主題歌
- 「金四郎お江戸若衆」（歌：都はるみ）
  - 作詞：石本美由起／作曲・編曲：市川昭介

## 放映リスト（サブタイトルリスト）
| 話数 | 初放映日      | サブタイトル         | 出演                                                                                   |
| ---- | ------------- | -------------------- | -------------------------------------------------------------------------------------- |
| 1    | 1967年 6月8日 | 家出ざくら           | 市川新之助、御影京子、市川翠扇、南風夕子、中山昭二、大塚周夫、大村文武、山波宏、鮎川浩 |
| 2    | 6月15日       | 腕一本               | 市川新之助、御影京子、本郷秀雄、若松和子、中山昭二、宇治みさ子、江見俊太郎、野々浩介   |
| 3    | 6月22日       | 辻斬り伏魔殿         | 市川新之助                                                                             |
| 4    | 7月13日       | 梅にかんざし（前編） | 市川新之助、御影京子、中山昭二、立川雄三、武藤英司、波野久里子、小堀明男               |
| 5    | 7月20日       | 梅にかんざし（後編） | 市川新之助、御影京子、中山昭二、立川雄三、武藤英司、波野久里子、小堀明男               |
| 6    | 8月24日       | 母恋い心中           | 市川新之助、御影京子、市川翠扇、徳大寺伸、中山昭二、天路圭子、近江俊輔、立川雄三       |
| 7    | 9月7日        | いかさま仁義         | 市川新之助、御影京子、市川翠扇、中山昭二、二本柳敏恵、天野新士、吉田義夫、立川雄三     |
| 8    | 9月14日       | 晴れ姿桜吹雪         | 市川新之助                                                                             |
| 9    | 9月21日       | お玉ざくら           | 市川新之助、御影京子、北上弥太朗、市川翠扇、中山昭二、泉八郎、香川良介                 |
| 10   | 未放映        | 鼡小僧出現           | 市川新之助                                                                             |
| 11   | 10月5日       | さくら奉行           | 市川新之助、御影京子、武藤英司、中山昭二、波野久里子、柳永二郎、竜崎一郎               |

## 参考資料
- 朝日新聞（1967年6月）
- テレビドラマデータベース